# Арістов Юрій Юрійович
Арістов Юрій Юрійович (нар. 1 липня 1975, Київ, Українська РСР) — колишній народний депутат України IX скликання, політик, український підприємець, директор ТОВ «Атлантік-юмма».
Кандидат у народні депутати від партії «Слуга народу», обраний на парламентських виборах 2019 року № 42 у списку. Безпартійний.

## Життєпис

### Освіта
- Київський військовий інститут управління та зв'язку за спеціальністю «Радіозв'язок», отримав кваліфікацію спеціаліста радіоінженера (1992 —1997)
- Служба в Збройних Силах України (серпень 1992 — квітень 1998)
- Київський національний торговельно-економічний університет. Здобувач наукового ступеня доктор філософії (PHD) в галузі економіки. Спеціальність 072 Гроші, фінанси і кредит  (від 2019 дотепер)

### Трудова діяльність
- 1997—1999 — Генеральний Штаб ЗСУ, центр АСУ, інженер відділу систем передачі даних;
- 2000—2001 — Банк «Україна», департамент автоматизованих систем та управління, інженер;
- 2001—2002 — ТОВ «СОФТТРОНИК», вебдизайнер;
- 2002—2003 — ТОВ «Стара Фортеця» (дистрибуція бакалійної групи товарів), директор по імпорту товарів;
- 2003—2005 — Старовищанський молокозавод, генеральний директор;

### Підприємницька діяльність
- 2006—2014 — Мережа магазинів декору «Te Amo», засновник;
- 2006—2014 — ТОВ «Айдіес Факторі» (організація імпорту, до 2014 р.), засновник;
- 2014—2019 — ТОВ «Риболов» (ресторан РибаLOVE), співзасновник;
- 2016—2019 — ТОВ «АБ Рітейл» мережа кафе-барів OYSTERS CAVA BAR, співзасновник;
- 2014—2019 — ТОВ «Голден Фіш» та ТОВ «Блек Шрімп» — ресторан FISH HOUSE та рибні бари Fish House Bar, засновник;
- 2015—2019 — ТОВ «АТЛАНТІК-ЮММА» (найбільший імпортер свіжої риби та морепродуктів, перероблення риби та морепродуктів, гуртова та роздрібна торгівля океанічною та морською рибою), засновник.

Юрій Арістов став засновником та бенефіціаром близько 20 компаній, пов'язаних з ІТ та будівництвом. Чимало також спеціалізуються на імпорті живих морепродуктів та охолодженої риби преміумкласу. Найбільші з них — компанії «Океанополіс» (створена у 2012 році) та «Атлантік-UMMA» (2015). Також створена мережа ресторанів «Fish house» та «Oysters Cava Bar». Найбільший імпортер риби та морепродуктів в Україні. У 2018 році була створена ТОВ «Столична ікорна компанія».

### Політика
Обраний народним депутатом України на парламентських виборах 2019 року від партії «Слуга народу», № 42 у списку Безпартійний.. Ще за місяць був названий кандидатом на посаду голови комітету з питань бюджету у Верховній Раді України IX скликання — обраний 29 серпня 2019 року. Член групи з міжпарламентських зв'язків з Францією, Японією, Норвегією, Канадою та США.
У грудні 2022 року Юрія Арістова обрали заступником голови Комітету з питань національної безпеки, оборони та розвідки, відкликавши його з посади голови Комітету з питань бюджету.
25 липня 2023 року Юрій Арістов подав заяву на складання повноважень народного депутата. Це сталось після того, як його помітили під час відпочинку на Мальдівах, під час повномасштабної війни проти України. У “Слузі народу” не знали про відпочинок Юрія Арістова на Мальдівах. Про це у фракції дізналися після публікації журналістського розслідування. З 05 червня по 22 липня 2023 року він перебував за межами України. Депутат виїхав на три дні до Польщі на підставі службового відрядження з метою поглиблення двостороннього співробітництва з урядом Литовської Республіки. 10 липня, перебуваючи за кордоном, депутат дистанційно відкрив лікарняний в одному з приватних медичних закладів Києва до 19 липня 2023 року включно. При цьому до електронної системи охорони здоров’я було, ймовірно, внесено недостовірні відомості, бо медичний огляд фактично не здійснювався.

### Кримінальне провадження
27 липня 2023 року Верховна Рада України позбавила Арістова мандата народного депутата. За матеріалами розслідування ДБР та СБУ 27 липня Генеральний прокурор повідомив про підозру народному депутату у внесенні службовою особою завідомо неправдивих відомостей до офіційних документів (ч. 1 ст. 366 КК України)

## Родина
Колишня дружина Марина Арістова — ведуча програми "День.LIVE" на проросійському телеканалі Live, рестораторка. У колишнього подружжя троє дітей.